# Teatro accademico nazionale d'arte drammatica
Il Teatro accademico nazionale d'arte drammatica dell'Azerbaigian è un teatro accademico che si trova a Baku.

## Storia
Il 10 marzo 1875, grazie all'iniziativa di Həsən bəy Zərdabi e con la partecipazione dei suoi studenti allestirono la prima produzione teatrale in lingua azera basata sulla commedia di Mirzə Fətəli Axundov dal titolo "Il visir di Lənkəran". Questo fu il fondamento del teatro professionale, in altre parole, del Teatro accademico nazionale d'arte drammatica dell'Azerbaigian. A partire dal 1991 questo teatro ebbe tanti nomi come " Teatro del Governo", "Teatro degli Stati Uniti", " Teatro drammatico Azero-Turco", anche fu nominato in onore di Dadash Bunyatzade e fu nominato in onore di Məşədi Əzizbəyov. A partire dal 1919 fino ad oggi ha operato come teatro statale. Le compagnie di teatro si unirono e il teatro acquisì il riconoscimento statale.

## Attività
Durante il periodo sovietico il teatro ricevette molti premi dall'URSS per attività di successo. In questo periodo ebbero recitato attori come Huseyn Arablinski, Muktar Dadashev, Jahangir Zeynalov, Mirzaagha Aliyev, Leyla Badirbeyli, Barat Shakinskaya, Sidghi Ruhulla, Adil Iskenderov e altri. Le opere di Mirzə Fətəli Axundov, Cəfər Cabbarlı, Najaf bey Vazirov, Nariman Narimanov, Ilyas Afandiyev, anche le opere degli altri classici nel mondo come Shakespeare, Schiller, Molière, Dumas, Hugo, Balzac, Puškin, Lermontov, Tolstoj, Gogol' furono messe in scena nel teatro.
Fu insignito dei Premi che si chiamavano l'Ordine della bandiera rossa del lavoro e l’Ordine di Lenin per tutte le attività. Dopo aver ottenuto il premio statale ebbe avuto degli tour a Mosca, a San Pietroburgo,a Kazan', a Erevan, a Tbilisi, a Tashkent, ad Aşgabat, in Turchia e a Cipro.

## La formazione teatrale attoriale
Ci sono 3 scuole attoriali nel teatro accademico.
- scuola romantica
- scuola realistica
- scuola del tipo lirico-psicologico